# Dorothy Canfield Fisher

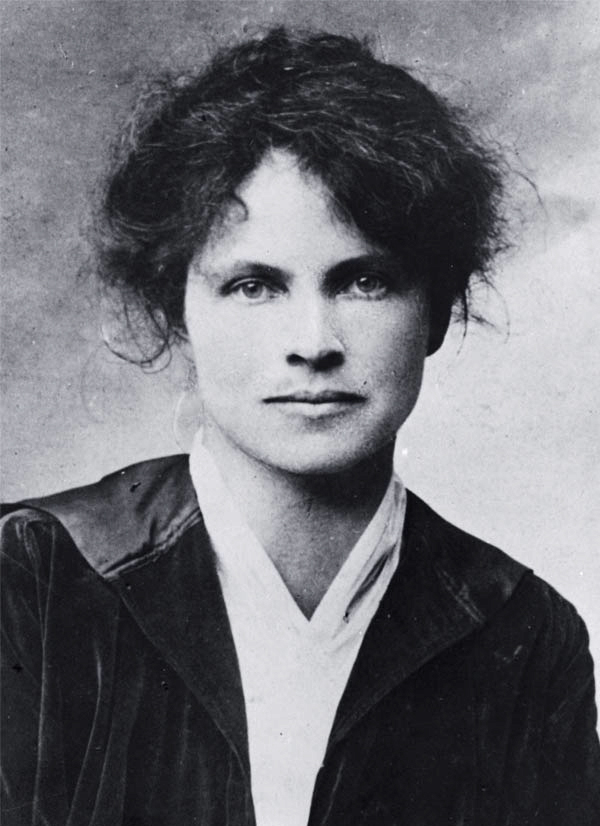
Dorothy Canfield Fisher

Dorothy Frances Canfield Fisher (* 17. Februar 1879 in Lawrence, Kansas; † 9. November 1958 in Arlington, Vermont) war eine amerikanische Autorin und Bürgerrechtsaktivistin. Für Eleanor Roosevelt war sie eine der zehn einflussreichsten Persönlichkeiten der Vereinigten Staaten.
Sie setzte sich für Frauenrechte und Gleichberechtigung ein. Außerdem etablierte sie die Montessoripädagogik in den Vereinigten Staaten, war Vorsitzende eines Programms in der Erwachsenenbildung und prägte zwischen 1925 und 1951 den Literaturgeschmack ihres Landes als Mitglied des Auswahlkomitees des Book of the Month Clubs.

## Leben
Dorothy Frances Canfield – benannt nach der Figur Dorothea Brooke aus dem Roman Middlemarch – wurde 1879 als zweites Kind und einzige Tochter des Politikwissenschaftlers und Soziologen James Hulme Canfield und der Autorin und Künstlerin Flavia Camp geboren. Ihre Kindheit war von zahlreichen Umzügen geprägt: Von 1877 bis 1891 war ihr Vater Professor an der University of Kansas; er lehrte dort Geschichte und wurde schließlich Präsident der National Education Association. Später war er Rektor der University of Nebraska, Präsident der Ohio State University und schließlich Bibliothekar an der Columbia University. Im Alter von 10 Jahren ging Canfield Fisher mit ihrer Mutter für ein Jahr nach Frankreich, wo die Mutter Kunst studierte. Sie lernte in dieser Zeit Französisch und entschloss sich später zu einem Französisch-Studium, das sie 1899 an der Ohio State University mit einem Bachelor abschloss. Dann studierte sie Romanistik an der Sorbonne in Paris und an der Columbia University, wo sie 1904 mit einer Dissertation über Corneille und Racine in England promovierte.
1902 erschien ihre erste professionelle Arbeit als Autorin: In der New York Times schrieb sie im März über die Karwoche in Spanien. 1903 arbeitete sie kurz als wissenschaftliche Assistentin an der Western Reserve University in Ohio, nahm aber schon bald eine Arbeitsstelle als Sekretärin an der Horace Man School in New York City an. In dieser Zeit veröffentlichte sie einige Kurzgeschichten in Magazinen. 1905 bereiste sie Europa und besuchte Deutschland, Frankreich und Norwegen. Ihre erste Novelle Gunhild aus dem Jahr 1907 ist die Folge dieser Reise. Als ihre Mutter erkrankte, gab Canfield Fisher ihre Arbeit auf, kümmerte sich fortan um die Mutter und widmete sich in der freien Zeit ganz dem Schreiben.
Canfield heiratete 1907 John Redwood Fisher, den sie an der Columbia University kennengelernt hatte. Das Paar hatte zwei Kinder. Die Tochter Sally wurde 1909 geboren und schrieb nach ihrer Heirat mit dem Zoologen John Paul Scott als Sally Scott selbst Kinderbücher, genauso wie Canfield Fishers Enkelin Vivian Scott. Ihr Sohn James wurde Chirurg.
Als Canfield Fisher 1911 die Kindertagesstätte Casa dei Bambini von Maria Montessori in Rom besuchte und Montessori auch persönlich traf, war sie so beeindruckt, dass sie sich entschloss, die Montessoripädagogik nach Amerika zu bringen. Sie übersetzte Montessoris Bücher in das Englische und schrieb drei Sachbücher und zwei Romane über die pädagogischen Ansätze Montessoris.
Während des Ersten Weltkriegs folgte sie ihrem Mann 1916 nach Frankreich. Während John Redwood Fisher als Freiwilliger im Sanitätskorps Dienst leistete, zog Canfield Fisher die Kinder in Crouy-sur-Ourcq nahe der Front groß und arbeitete an einer Braille-Zeitung für blinde Kriegsveteranen. Sie gründete außerdem ein Genesungsheim für französische Flüchtlingskinder aus besetzten Gebieten. In dieser Zeit entstanden unter dem Eindruck des Krieges zahlreiche Kurzgeschichten, die sie 1918 und 1919 veröffentlichte. Außerdem schrieb sie in dieser Zeit ihre bekannteste Novelle Understood Betsy (dt.: Das allerbeste Apfelmus 1917).
Nach der Rückkehr in die USA im Jahr 1918 ließen sich die Fishers auf einem Gehöft der Familie Canfield in Vermont nieder. Canfield Fisher wurde 1919 in den Ausschuss für Bildung des Bundesstaates Vermont berufen, um die öffentliche Bildung in ländlichen Regionen zu verbessern. Neben der kindlichen Bildung kümmerte sie sich insbesondere um die Bildung und Resozialisierung in Frauengefängnissen. Nach dem Zweiten Weltkrieg wurde Canfield Fisher Vorsitzende eines US-Komitees, das 1921 Kriegsdienstverweigerer begnadigte und half jüdischen Intellektuellen bei der Auswanderung.
Ende der 1930er Jahre schrieb sie ihre letzten fiktionalen Werke. Nachdem ihr Sohn bei einem Kriegseinsatz auf den Philippinen gestorben war, veröffentlichte sie nur noch Sachbücher.
Seit seiner Gründung im Jahr 1926 gehörte Canfield Fisher dem Auswahlkomitee des amerikanischen Buchclubs Book of the Month Club an und prägte so den literarischen Geschmack der Amerikaner in dieser Zeit entscheidend mit. 1931 wurde sie in die American Academy of Arts and Letters gewählt.
Canfield-Fisher war mit Dorothy Thompson befreundet, und über diese kam sie in den frühen 1940er Jahren in Kontakt zu Max und Gertrud Bondy und der von diesen gegründeten Windsor Mountain School. Zusammen mit dem Schriftsteller und Buchhändler Walter Hard. besuchte sie oft die Schule „und hielt Vorträge für die Schüler und trug zum Leben der Schule bei“.
Canfield-Fisher starb 1958 im Alter von 79 Jahren an den Folgen eines Schlaganfalls in Arlington, Vermont.

## Engagement
Canfield-Fisher war Mitglied zahlreicher Institutionen, darunter:
- Adult Education Association (Verband für Erwachsenenbildung)
- American Youth Commission des American Council on Education (1936–1940)
- Auswahlkomitee des Book of the Month Club (1926–1951)
- Ehrenkomitee der Women’s International League for Peace and Freedom (1935)
- The Lighthouse Organization (1917)
- National Institute of Arts and Letters (1931)
- Vermont Board of Education (1921)

## Ehrungen
Canfield Fisher war die erste Frau, der ein Ehrendoktortitel des Dartmouth College verliehen wurde. Sie erhielt auch die Ehrendoktorwürde der University of Nebraska, des Middlebury College, des Swarthmore College, des Smith College, des Williams College, der Ohio State University und der University of Vermont.
Der Dorothy Canfield Fisher Children's Book Award ist ein Preis für neue amerikanische Kinderbücher, dessen Gewinner von einer Kinderjury ermittelt wird.
Am Goddard College in Plainfield, Vermont wurde ein Studentenwohnheim nach Canfield Fisher benannt.

## Werke
Canfield Fishers Bücher beschäftigen sich vor allem mit den alltäglichen Problemen und der Entwicklung des Einzelnen und sind stark geprägt von ihren Erfahrungen in Europa. Als herausragend galt ihr Talent, die Figuren ihrer Werke zu porträtieren. Ihre Bücher wurden in das Französische, Deutsche, Niederländische und Italienische übersetzt. Ihr wohl bekanntestes Buch ist Das allerbeste Apfelmus (Originaltitel: Understood Betsy), ein Kinderbuch über ein kleines Waisenmädchen, das man nach Vermont geschickt hatte, um bei den Cousins zu leben. Insgesamt verfasste Canfield Fisher 22 Romane und Novellen und 18 Sachbücher.
Die Autorin sprach fünf Sprachen. Neben ihrer eigenen schriftstellerischen Arbeit war sie auch als Literaturkritikerin und Übersetzerin tätig. Aus steuerlichen Gründen schrieb sie ihre belletristischen Werke als „Canfield“ und die Sachbücher als „Canfield Fisher“. Beeinflusst wurde Canfield Fisher vor allem von der intensiven Freundschaft zu Willa Cather. mit der sie 1894 mit The Fear that walks by Noonday eine erste schriftstellerische Arbeit im Jahrbuch der University of Nebraska veröffentlichte. Außerdem stand sie in engem Kontakt zu Henry Seidel Canby, Richard Wright, Heywood Broun, Witter Bynner, Isak Dinesen und Robert Frost.

### Romane und Novellen
- 1907: Gunhild
- 1912: The Squirrel-Cage
- 1915: Die schwingende Saite (Originaltitel: The Bent Twig), Der Greif, Wiesbaden, 1948
- 1916: The Real Motive
- 1916: Fellow Captains (mit Sarah N. Cleghorn)
- 1917: Das allerbeste Apfelmus (Understood Betsy, 1977 auch als Ein glückliches Jahr für Betsy erschienen), Bertelsmann, München, Gütersloh, Wien, 1975
- 1918: Home Fires in France
- 1919: The Day of Glory
- 1921: The Brimming Cup
- 1922: Rough-Hewn
- 1924: The Home-Maker
- 1926: Her Son's Wife
- 1930: The Deepening Stream
- 1933: Bonfire
- 1939: Seasoned Timber

### Kurzgeschichten
- 1915: Hillsboro People
- 1916: The Real Motive
- 1923: Raw Material
- 1925: Bestellte Geschichten (Made-to-Order Stories), Williams & Co., Berlin, 1930
- 1949: Four Square
- 1997: The Bedquilt and Other Stories

### Sachbücher
- 1904: Corneille and Racine in England (Dissertation)
- 1906: English Rhetoric and Composition (mit G.R. Carpenter)
- 1906: What Shall We Do Now? (mit weiteren Autoren)
- 1912: Eine Montessori-Mutter (A Montessori Mother), Hoffmann, Stuttgart, 1927
- 1913: A Montessori Manual
- 1914: Mothers and Children
- 1916: Self-Reliance
- 1927: Why Stop Learning?
- 1932: Tourists Accommodated
- 1940: Nothing Ever Happens and How It Does (mit Sarah N. Cleghorn)
- 1940: Tell Me a Story
- 1943: Our Young Folks
- 1946: American Portraits
- 1950: Paul Revere and the Minute Men
- 1950: Our Independence and the Constitution
- 1952: A Fair World for All
- 1953: Vermont Tradition
- 1957: Memories of Arlington, Vermont
- 1959: And Long Remember

### Übersetzungen
- 1923: Life of Christ (von Giovanni Papini, Übersetzung aus dem Italienischen)
- 1931: Work: What It Has Meant to Men through the Ages (von Adriano Tilgher, Übersetzung aus dem Italienischen)